# Horst Gerlach (Mennonit)
Horst Gerlach  (* 5. Februar 1929 in Neuendorf Höhe, Kreis Elbing; † 30. September 2018 in Heidelberg) war ein deutscher Gymnasiallehrer und Autor. Bekannt wurde er als Prediger und Historiker der Mennoniten.

## Leben
Gerlach besuchte die Heinrich-von-Plauen-Schule in Elbing bis zur Mittleren Reife. Er wurde 1945 in die Republik Komi in Nordrussland verschleppt und 1947 aus dem Gulag entlassen. Nach landwirtschaftlichen Tätigkeiten in Thüringen und Niedersachsen war er 1951/52 Farmpraktikant in South Dakota und Indiana. Ab  1953 studierte er an der Eastern Mennonite University in Harrisonburg (Virginia) Evangelische Theologie.
Seit 1955 Baccalaureus Artis, engagierte er sich in Luxemburg als Missionar. 1956–1962 studierte er an der Ruprecht-Karls-Universität Heidelberg Geschichte, Erdkunde und Englisch. Nach dem Referendardienst in Ludwigsburg war er Assessor in Besigheim. 1967 wurde er in Heidelberg zum Dr. phil. promoviert.
Er war Lehrer, zuletzt Oberstudienrat am Gymnasium Weierhof bis 1992. 1969/70 war er Gastdozent am Eastern Mennonite College. Weitere Tätigkeiten am Big Bend Community College in Bad Kreuznach. Im Ruhestand war er ab 1996 Dozent für Kirchengeschichte am Bibelseminar Bonn. Er war Mitarbeiter von deutschen und amerikanischen Zeitungen und Zeitschriften. Beigesetzt wurde er auf dem Friedhof der Mennonitengemeinde Weierhof.

## Publikationen (Auswahl)
- Die Rußlandmennoniten, ein Volk unterwegs (1992)
- Mein Reich ist nicht von dieser Welt, 300 Jahre Amische 1693-1993
- mit Horst Penner und Horst Quiring: Weltweite Bruderschaft, ein mennonitisches Geschichtsbuch, 5. Auflage. 1995, auch als Herausgeber.

## Ehrungen
- Westpreußischer Kulturpreis (1999)